# Eternal Live
Eternal Live è un album dal vivo del gruppo musicale statunitense Slaughter, pubblicato il 19 maggio 1998 dalla CMC International. L'album è dedicato alla memoria del chitarrista Tim Kelly, scomparso pochi mesi prima in un incidente stradale, e contiene alcune delle sue ultime esibizioni insieme alla band.

## Tracce
1. Rock the World – 3:52
2. Get Used to It – 3:26
3. Shout It Out – 3:29
4. Mad About You – 4:40
5. Spend My Life – 2:19
6. Fly to the Angels – 5:22
7. Real Love – 3:41
8. Dance for Me – 3:19
9. Searchin' – 4:05
10. The Wild Life – 3:06
11. Move to the Music – 4:00
12. Up All Nught – 6:12

### Edizione giapponese
L'edizione giapponese contiene una traccia bonus intitolata Times They Change/Out for Love e presenta una lista tracce leggermente alterata:
1. Rock the World
2. Get Used to It
3. Shout It Out
4. The Wild Life
5. Move to the Music
6. Times They Change/Out for Love
7. Up All Night '98
8. Mad About You
9. Spend My Life
10. Fly to the Angels '98
11. Real Love
12. Dance for Me
13. Searchin'

## Formazione
- Mark Slaughter – voce, chitarra ritmica, tastiere
- Tim Kelly – chitarra solista, cori
- Dana Strum – basso, cori
- Blas Elias – batteria, cori